# 白神岳登山口駅
白神岳登山口駅（しらかみだけとざんぐちえき）は、青森県西津軽郡深浦町大字黒崎字宮崎にある、東日本旅客鉄道（JR東日本）五能線の駅である。

## 歴史
五能線の観光路線化に伴い、2000年（平成12年）に駅名が改称された。

### 年表
- 1952年（昭和27年）6月1日：国鉄の陸奥黒崎駅（むつくろさきえき）として西津軽郡岩崎村に開業[1][3]。
- 1987年（昭和62年）4月1日：国鉄分割民営化により、東日本旅客鉄道の駅となる[3]。
- 2000年（平成12年）12月2日：白神岳登山口駅（しらかみだけとざんぐちえき）に改称[1]。
- 2010年（平成22年）4月1日：深浦駅から五所川原駅に管理駅が変更となる。
- 2024年（令和6年）10月1日：えきねっとQチケのサービスを開始[2][4]。

## 駅構造
単式ホーム1面1線を有する列車交換できない地上駅である。
弘前統括センター（五所川原駅）管理の無人駅である。

## 駅周辺
- 白神岳登山口[1]
- 黒崎簡易郵便局
- 深浦町立いわさき小学校
- 国道101号線[1]

## 隣の駅
東日本旅客鉄道（JR東日本）
■五能線
□快速
通過
■普通
大間越駅 - 白神岳登山口駅 - 松神駅